# Шарантон ле Пон
Шарантон ле Пон (фр. Charenton-le-Pont) је насељено место у Француској у Париском региону, у департману Долина Марне.
По подацима из 2011. године у општини је живело 29.562 становника, а густина насељености је износила 15979,46 становника/km².

## Демографија
| 1962.  | 1968.  | 1975.  | 1982.  | 1990.  | 2011.  |
| ------ | ------ | ------ | ------ | ------ | ------ |
| 22.530 | 22.300 | 20.468 | 20.500 | 21.872 | 29.562 |

## Партнерски градови
- Zikhron Ya'akov
- Trowbridge
- Borgo Val di Taro
- Tempelhof-Schöneberg